# São Vicente Ferrer (kommun i Brasilien, Pernambuco)
São Vicente Ferrer är en kommun i Brasilien.   Den ligger i delstaten Pernambuco, i den östra delen av landet, 1 600 km nordost om huvudstaden Brasília. Antalet invånare är 17 000.
Omgivningarna runt São Vicente Ferrer är en mosaik av jordbruksmark och naturlig växtlighet. Runt São Vicente Ferrer är det ganska tätbefolkat, med 100 invånare per kvadratkilometer.